# Hans Voß (Admiral)
Hans Voß (* 28. April 1894 in Schellhorn; † 29. Mai 1973 in Eutin) war ein deutscher Marineoffizier, zuletzt Konteradmiral im Zweiten Weltkrieg.

## Leben

### Erster Weltkrieg
Voß trat am 6. August 1914 zu Beginn des Ersten Weltkriegs als Freiwilliger mit der Anwartschaft auf die Ingenieurlaufbahn in die Kaiserliche Marine ein. Bis 28. Dezember 1914 diente er in der II. Werftdivision in Wilhelmshaven und kam anschließend auf den Kleinen Kreuzer Arcona.
1916 war er auf dem Linienschiff Zähringen und dem Großen Kreuzer Fürst Bismarck tätig. Ab Sommer 1917 wechselte er in die I. Werftdivision, in der er bis zum 9. Oktober blieb. Am 10. Oktober 1916 arbeitete er auf dem Kleinen Kreuzer Breslau. Zusammen mit dem Schlachtkreuzer Goeben und der Breslau kämpfte er mit Ausbruch des Ersten Weltkrieges in der Mittelmeerdivision.
Die Schiffe wurden am 20. Januar 1918 zu einem Angriff auf britische Truppenverstärkungen im Ägäischen Meer angesetzt. Kurz nachdem sie die Raglan und die M28 zum Sinken gebracht hatte, sank die Breslau, nachdem sie fünf Minentreffer erhalten hatte. 331 deutsche und türkische Besatzungsmitglieder starben. Die 162 Überlebenden, unter denen auch Marineingenieurapplikant Voß war, wurden von einem britischen Zerstörer aufgefischt und gefangen genommen. Die Goeben lief nach britischem Bombardement sechs Tage später auf einer Sandbank auf. Vom 20. Januar 1918 bis zum 30. September 1919 war Voß anschließend in britischer Kriegsgefangenschaft.

### Zwischen den Kriegen
Nachdem er aus der Kriegsgefangenschaft entlassen worden war, tat er erneut bei der I. Werftdivision ab 1. Oktober 1919 seinen Dienst. Vom 12. November 1919 bis zum 20. März 1920 war er Ausbilder an der Marineschule B. Ab dem 13. Oktober 1922 diente Voß als Wachingenieur auf dem Leichten Kreuzer Berlin. Er wurde am 28. September 1923 Adjutant der Marineschule Kiel. In den Jahren 1930 bis 1932 war er E-Hilfsmaschinen- und Leckingenieur auf dem Leichten Kreuzer Emden. Ab dem 23. Februar 1932 diente er als Kompaniechef an der Marineschule Friedrichsort und ab dem 26. September 1934 als Leitender Ingenieur auf dem Leichten Kreuzer Leipzig.

### Zweiter Weltkrieg
Vom 26. Oktober 1938 bis zum 5. Juli 1943 war er Referent in der Operationsabteilung der Seekriegsleitung (SKL). Anschließend war er als Chef im Oberwerftstab Ostland tätig und wurde am 11. Oktober 1944 zum Höheren Kommandeur der Kriegsschiffbaulehrabteilung ernannt. Sein letztes Kommando hatte Voß ab 1. April 1945 als Chef des Oberwerftstabes im Marineoberkommando Norwegen. Am 1. Juli 1945 kapitulierte er vor britischen Truppen in Oslo, Norwegen und war bis zum 21. Februar 1948 in britischer Gefangenschaft, u. a. im Kriegsgefangenenlager Grizedale Hall.

### Auszeichnungen
- Eisernes Kreuz (1914) II. Klasse
- Wehrmacht-Dienstauszeichnung IV. bis I. Klasse
- Spange zum Eisernen Kreuz II. Klasse
- Eisernes Kreuz (1939) I. Klasse
- Flotten-Kriegsabzeichen